# Lauxania planiscuta
Lauxania planiscuta is een vliegensoort uit de familie van de Lauxaniidae. De wetenschappelijke naam van de soort is voor het eerst geldig gepubliceerd in 1869 door Thomson.